# Historia de un crimen (franquicia)
Historia de un crimen es una franquicia de medios que se centra en varias series web de antología producidas por Dynamo y lanzadas principalmente en streaming a través de Netflix. La primera entrega de la franquicia se tituló Colosio y se centra en el caso del candidato presidencial mexicano, Luis Donaldo Colosio, quien falleció en un evento en Tijuana en 1994. La segunda se tituló Colmenares y, se centra en el estudiante Luis Andrés Colmenares, un joven que apareció muerto después de una fiesta de Halloween. Mientras que la tercera entrega se tituló La búsqueda, esta se centra en el caso de la desaparición de la niña Paulette Gebara Farah.

## Temporadas
| Temporada | Temporada   | Episodios | Episodios | Lanzamiento original | Lanzamiento original |
| --------- | ----------- | --------- | --------- | -------------------- | -------------------- |
|           | Colosio     | 8         | 8         | 22 de marzo de 2019  | 22 de marzo de 2019  |
|           | Colmenares  | 8         | 8         | 3 de mayo de 2019    | 3 de mayo de 2019    |
|           | La búsqueda | 6         | 6         | 12 de junio de 2020  | 12 de junio de 2020  |